# Мъжки национален отбор по волейбол на Австрия
Националният отбор на Австрия (на немски: Österreichische Volleyballnationalmannschaft der Männer) представя страната на международни турнири и състезания. Отборът е на 37 място в световното класиране. 

## Участия насветовни първенства
Отборът участва на световното първенство през 1956 (20 място) и на световното първенство през 1962 (19 място).

## Участия вСветовната лига
Отборът участва само веднъж – през 2017 в Бразилия и завършва на 29-о място.

## Участия в европейски турнири
Отборът участва в два европейски турнира – европейско първенство и Европейска лига.

### Участия наевропейско първенство
Отборът е участвал общо 7 пъти на европейско първенство. Най-добрият резултат е през 1999 – когато отборът завършва на 8-о място.

### Участия вЕвропейска лига
Най-големите успехи на отбора са през 2008 и 2014 – когато отборът завършва на 7-о място.